# Бразильська кухня

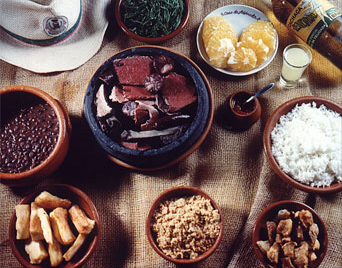
Бразильські страви

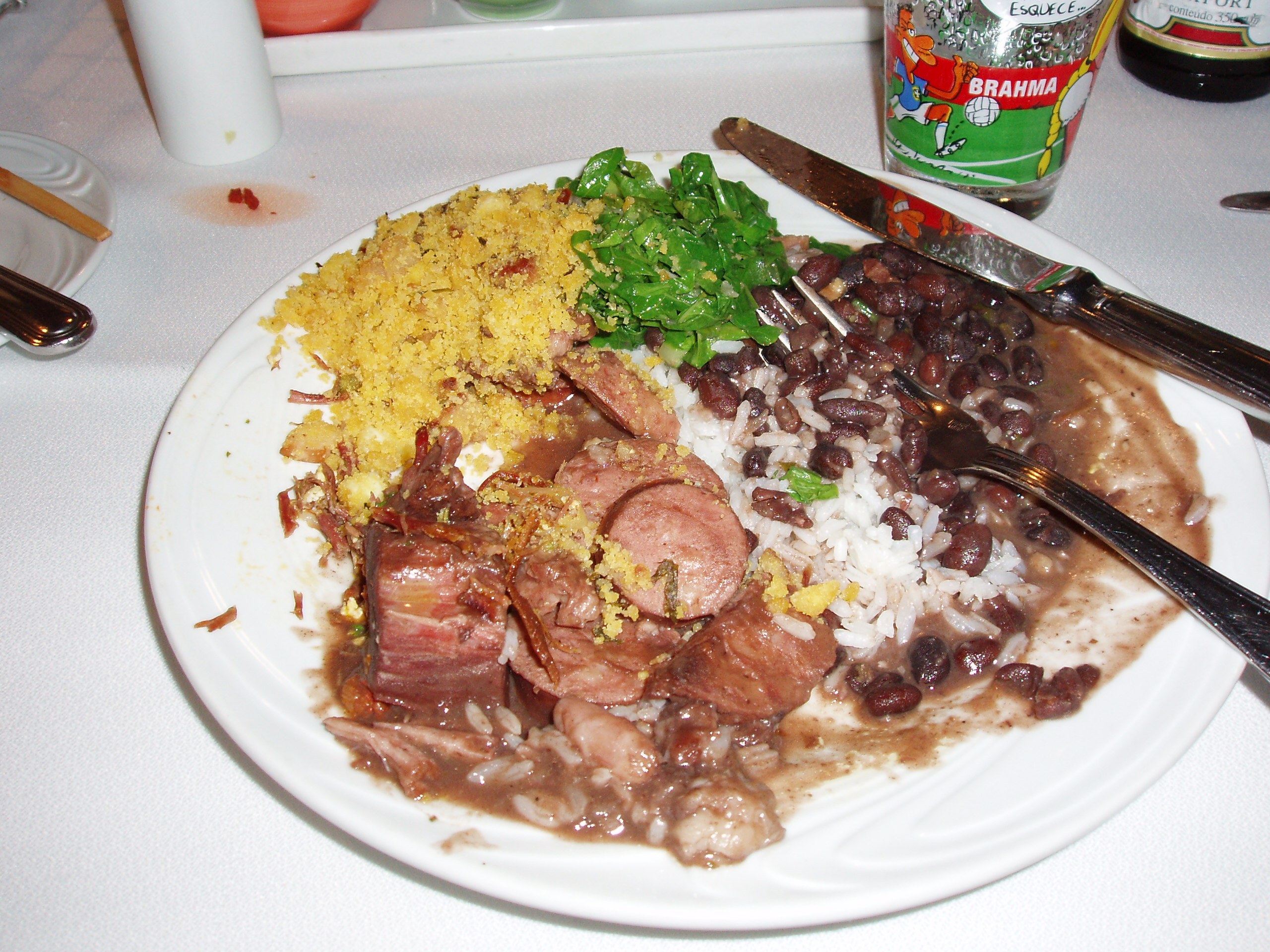
Фейжоада

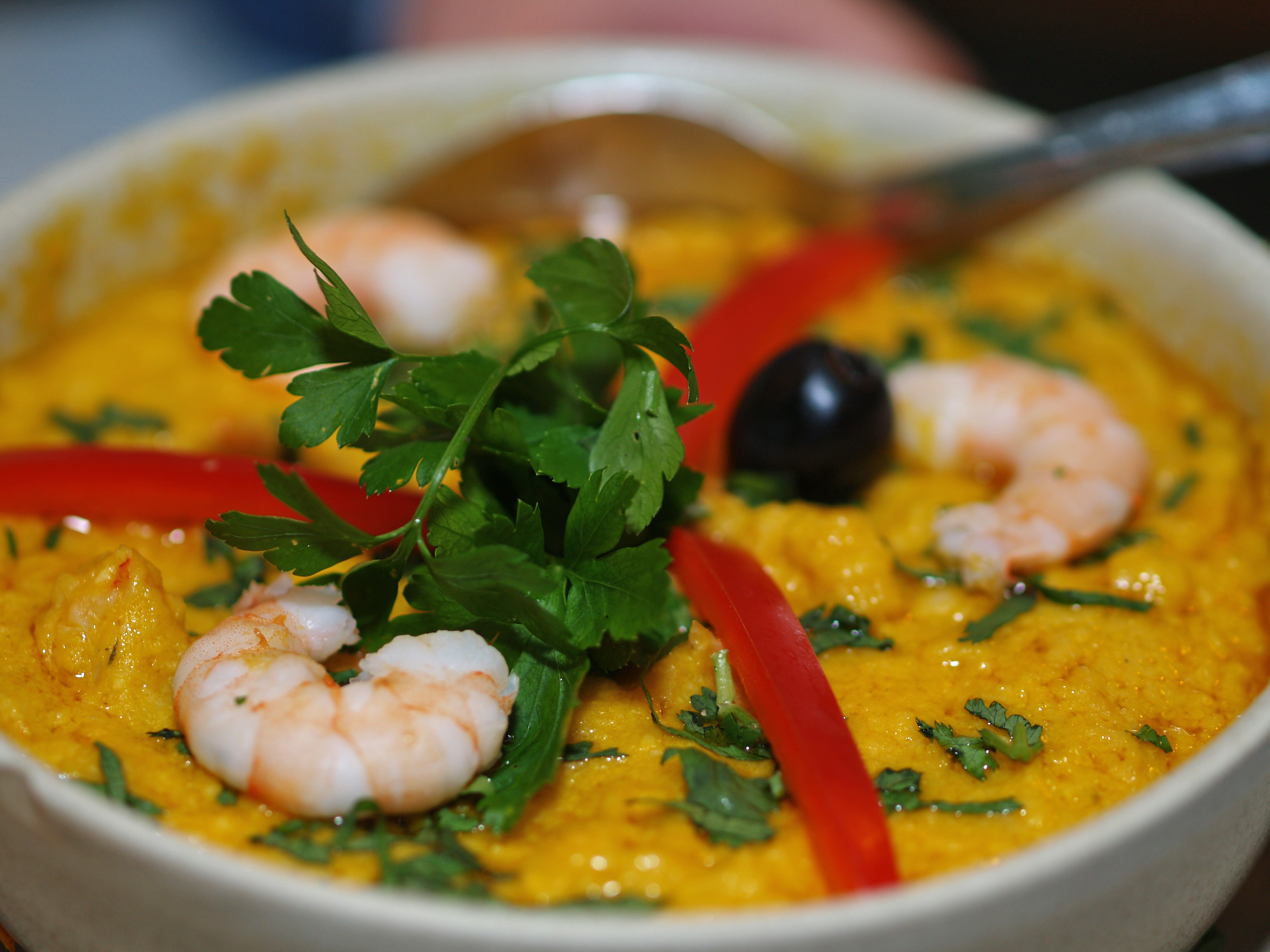
Ватапа

Бразильська кухня (порт. Culinária do Brasil) — це результат традицій і обставин. Вона вважається в Південній Америці найвишуканішою. Тут — гострота індійських, пряність португальських та витонченість французьких кулінарних вишуків. 
Кожен район Бразилії, залежно від переважаючого культурного впливу, має свій тип кухні. В одних районах переважає тубільна культура, в інших - кулінарні європейські традиції різних типів, що були занесені до Бразилії колонізаторами або іммігрантами. Розмаїтість і смак бразильських страв визначаються також близькістю річки або моря, характером ґрунту й опадів.
Традиційна бразильська їжа — кухня Байї належить до періоду рабовласництва, коли хазяї збирали залишки їжі, щоб нагодувати своїх рабів. Деяким рабам дозволялося ловити рибу або молюсків. Рабині згадували свої дитячі пізнання в кулінарії, отримані в Африці, коли змішували залишки їжі в каструлях із соком кокосів і пальмовою олією dende. Минали часи, і ця проста їжа перетворилася у різноманітні страви, кожна з яких має свою назву. 

## Типові страви
- Фейжоада (feijoada) — найхарактерніша бразильська страва. У Ріо-де-Жанейро, де вона особливо популярна, фейжоаде готується з чорної квасолі, сушеного м'яса, копченої ковбаси, свинини, часнику, перцю і лаврового листка. Звичайно ця страва подається у глибокій тарілці з борошном маніоку і, за бажанням, з білим рисом. До фейжоаде подаються також порізані скибочками апельсини, капуста і соус з перцю.
- Рис з бобами
- Фарофа — смажене борошно маніоку
- Бакальяу — страви з сушеної риби
- Ватапá — густий жовтий суп з сухими креветками та часником
- Сарапетеу (Sarapateu) — свиняча печінка або серце зі свіжою кров'ю тварини, потім додаються помідори, перець і цибуля.
- Каруру (Caruru) — солоні креветки з гострим соусом, приготованим з червоного перцю і бразильської рослини кіабу.
- Манісоба (Maniçoba) — страва з листя маніоку та м'яса.

У районі Амазонки типова страва — пато но тукупі (pato no tucupi), що складається зі шматочків качки, звареної в густому соусі з додаванням трави, яка палить шлунок впродовж декількох годин після вживання страви.
У Ріо-Гранди-ду-Сул головна страва — це шураско (churrasco) (шашлик): шматочки яловичини, нанизані на металевий стрижень, що жаряться на вугіллі на відкритому повітрі. Їдять її із соусом з помідорів, цибулі, перцю, оцту, маслинової олії та солі. Пастухи у внутрішніх районах країни готують у такий спосіб цілого бичка.

## Напої
- Мате
- пиво
- Кашаса - горілка зі спирту переробленого цукрового очерету
- Кайпіринья - коктейль з кашаси із соком лимона, цукром та льодом.
- Ґуарана - прохолоджувальний напій з плоду ґуарани